# Idiodes acuta
Idiodes acuta är en fjärilsart som beskrevs av W. Warren 1900. Idiodes acuta ingår i släktet Idiodes och familjen mätare. Inga underarter finns listade i Catalogue of Life.